# Joe Berardo
José Manuel Rodrigues Berardo ComIH • GCIH (Funchal, Santa Luzia, 4 de Julho de 1944), habitualmente conhecido como Joe Berardo, é um empresário e conhecido colecionador de arte português.
Joe Berardo é um colecionador compulsivo. Desde menino que juntava selos, caixas de fósforos ou postais de navios que atracavam na sua ilha. A revista Exame avaliou a fortuna de Berardo como a nona maior de Portugal, estimando um valor de 589 milhões de euros.
Em 1985, foi agraciado com o grau de Comendador, pelo qual ficou conhecido, e, em 2004, foi elevado a Grã-Cruz da Ordem do Infante D. Henrique. No ano posterior, foi intitulado como Cavaleiro da Ordem Nacional da Legião de Honra, a mais alta condecoração de França.

## História
Filho de Manuel Berardo Gomes e de sua mulher Ana Rodrigues, aos 19 anos emigrou para a África do Sul, onde casou com Carolina da Conceição, com quem tem dois filhos, Renato e Cláudia.
O sentido pelos negócios nasceu em solo africano. Em 1968 ajudou a criar o grupo Egoli Consolidated Mines Limited . O grupo — que congregava diversas explorações mineiras de ouro e de extração do ouro a partir de recuperação em areias auríferas — transformou-se numa das 100 maiores empresas sul-africanas.
Na década de 1980 chegou a Presidente do então Bank of Lisbon, agora Mercantile Bank Holdings do Grupo Caixa Geral de Depósitos.
Em 1989 disse que nunca regressaria a Portugal, facto que não se confirmou. Foi também a 13 de Março de 1985 que recebeu o grau de Comendador da Ordem do Infante D. Henrique entregue pelo então Presidente da República, general Ramalho Eanes. A 4 de Outubro de 2004 recebeu a Grã-Cruz da mesma Ordem.
Em 2009, sua fortuna caiu quase 30%, para 618 milhões de euros, devido principalmente à desvalorização de suas ações no BCP.

## Atividades empresariais
A adesão de Portugal à União Europeia em 1986 e o consequente alargamento, fez o empresário perceber que era a altura de regressar.
Em Portugal, Berardo consolidou o gosto que desenvolvera na África do Sul como colecionador de obras de arte. O economista Francisco Capelo comprometeu-se em dar à coleção, que até então tinha um conteúdo essencialmente sul-africano, dimensão internacional. Capelo prometeu fazer de Berardo "o senhor Gulbenkian do século XXI".
Críticos mundiais de arte defendem aquilo que o jornal inglês "Independent" noticiou: A coleção de Berardo, uma das melhores colecções privadas da Europa, é superior à de Guggenheim. O resultado superou as expectativas.
Mais de mil obras de arte estão expostas no Centro de Artes Casa das Mudas, na Calheta (Madeira).
São solicitadas para integrarem exposições em todo o Mundo, como o Centro Georges Pompidou, em Paris, a Tate Gallery, em Londres, o MoMA e Guggenheim Museum de Nova Iorque ou o Museu Rainha Sofia, em Madrid.
Em Portugal inaugurou em 1997 o Museu de Arte Moderna. Em Lisboa negociou com o Governo a instalação da sua coleção no Centro Cultural de Belém, para a construção de um pólo central para um museu de arte contemporânea. Depois de durante mais de dez anos ter a sua coleção guardada nas instalações do Centro Cultural de Belém, e após ameaçar levar a mesma coleção para o estrangeiro, conseguiu que a ministra da Cultura, Isabel Pires de Lima aprovasse um protocolo que criou o Museu Berardo de Arte Moderna e Contemporânea, que foi inaugurado no dia 25 de Junho de 2007.
Lançou uma OPA sobre as ações do Sport Lisboa e Benfica em 2007. Joe Berardo queria comprar 85% das acções do clube da Luz mas apenas obteve a manifestação de vontade de venda de cerca 1,5%, desistindo do processo.
Berardo é acionista em várias empresas tais como a Portugal Telecom, Millenium BCP e a Empresa Madeirense de Tabacos.

## Controvérsias
A figura de Joe Berardo foi relacionada com várias situações controversas que chegaram aos meios de comunicação social:
Em 1990, Berardo foi citado na Comissão de Inquérito van Zyl pela exportação ilegal de cicadáceas, desviando-as do Transvaal para a ilha da Madeira, tendo declarado o valor das plantas por menos de um décimo do valor de compra. A mesma Comissão aponta para um relacionamento próximo entre Berardo e o líder do Apartheid e ministro dos negócios estrangeiros Pik Botha como facilitador destas operações.
Em 2007 terá aumentado a sua participação no BCP usando um empréstimo de 1.000 milhões de euros, no contexto de uma "guerra" de poder com os outros acionistas. São relatadas ligações suspeitas com os bancos financiadores - BCP do qual é presidente do Conselho de Remunerações e Previdência, CGD e BES - que o fizeram contra uma garantia de apenas 75% da coleção Berardo (avaliada em 316 milhões de euros em 2007).
Em 2008, o nome de Joe Berardo surgiu na imprensa relacionado com a especulação imobiliária que terá efetuado na Ria de Alvor, tendo o preço da Quinta da Rocha passado de 500 mil para 15 milhões de euros.
Já em 2009 foi escusado de regularizar os juros do referido empréstimo de 2007, pela nova administração da CGD, uma vez que se tal não fosse feito as garantias teriam que ser ativadas, resultando que o banco estatal, dado o veículo financeiro utilizado, passaria a deter uma participação muito significativa (10%) do BCP.
A 1 de Fevereiro de 2012 foi declarado pela Caixa Geral de Depósitos, pelo Banco Espírito Santo e pelo Banco Comercial Português que haviam desistido de lhe cobrar o dinheiro que lhes era devido.
Em 2019 torna-se público que Joe Berardo deve 980 milhões de euros à Caixa Geral de Depósitos, Banco Comercial Português e Novo Banco.
Dado ser um dos maiores devedores da CGD, Joe Berardo foi chamado no dia 10 de Maio de 2019 a uma Comissão Parlamentar de Inquérito aos atos de gestão e recapitalização do banco público. Entre 2006 e 2008, a CGD emprestou a entidades na esfera de Berardo — a Fundação Berardo e a empresa Metalgest — mais de 350 milhões de euros.
Os créditos tinham sido concedidos sem as habituais regras de prudência da CGD na concessão de créditos, e mesmo com pareceres condicionados (ou mesmo negativos, no caso da reestruturação de um deles) da Direção de Risco. Estes créditos acabariam por entrar em incumprimento. Mais ainda, Berardo pediu dinheiro emprestado à Caixa para comprar ações do BCP (na altura, numa luta de poder entre acionistas, com Berardo de um dos lados) e deu como garantia as próprias ações, que viriam a desvalorizar muitíssimo devido à crise financeira. As perdas da Caixa viriam a obrigar o Estado a recapitalizar o banco em 2016, e os contribuintes portugueses foram chamados a pagar quase 4 mil milhões de euros.
Afirmou Berardo na comissão que não tem dívidas, que não tem património, e que foi o mais prejudicado em toda essa história. De facto, existe um parecer da Direção de Gestão de Risco da Caixa que indica um cenário problemático para o banco: só foi detetada uma garagem no Funchal como “património direto do empresário”. Essa garagem foi em Setembro de 20222 arrematada por 23.015 euros, após um leilão público que decorreu na sequência de um processo de execução da Caixa Geral de Depósitos junto do empresário.
Só entre 2015 e 2017, as empresas de Joe Berardo tinham recebido uma soma superior a 48 milhões de euros em benefícios fiscais.
Confrontado na Comissão Parlamentar pelos deputados com a ideia de que a Caixa “está a custar uma pipa de massa” aos contribuintes, Joe Berardo respondeu: “A mim, não!”. Esta e outras frases polémicas despertaram reações indignadas gerais, desde a Direita até à Esquerda, passando pelo centro. Luís Marques Mendes acusou o empresário de estar a "gozar com o pagode. (…) Não tem um pingo de vergonha".
Perante as declarações que fez na Assembleia da República, em que afirmou não ter que pagar qualquer dívida aos bancos que lhe emprestaram dinheiro, José Miguel de Alarcão Júdice ameaçou devolver a condecoração que recebeu de Grande-Oficial da Ordem do Infante D. Henrique se o Presidente da República Portuguesa, Marcelo Rebelo de Sousa, não tirar os graus de Comendador e Grã-Cruz a Berardo.
A jornalista Helena Garrido é de opinião que não só o financiamento não deveria ter sido dado, como a CGD não fez tudo o que podia e devia ter feito para o reaver. Ela comenta que os bancos permitiram que alguns dos grandes devedores fizessem desaparecer todos os seus ativos.
Após a polémica audição de Joe Berardo na Comissão Parlamentar de Inquérito à Caixa Geral de Depósitos na Assembleia da República, a 17 de Maio de 2019 a Chancelaria das Ordens Honoríficas Portuguesas publicitou que o Conselho das Ordens Nacionais, presidido pela Chanceler Manuela Ferreira Leite, abriu um processo disciplinar a Berardo com vista à sua irradiação da Ordem do Infante D. Henrique, com a inerente perda das duas condecorações (graus de Comendador e Grã-Cruz) que possui nesta ordem.
No dia 29 de Junho de 2021, Joe Berardo foi preso por alegada burla qualificada, fraude fiscal e branqueamento de capitais.